# Coronel Oviedo
Coronel Oviedo è una città del Paraguay, capoluogo del dipartimento di Caaguazú.

## Geografia fisica

### Territorio
La città è al centro della regione orientale del paese, a 132 km dalla capitale Asunción.

### Clima
Il clima è temperato. Le temperature medie toccano i 31° in estate e scendono attorno a 0° in inverno.

## Storia
Fu fondata il 7 ottobre del 1758 e istituita come parrocchia con il nome di Nuestra Señora del Rosario de Ajos dal governatore Jaime de Sanjust. Deve la sua attuale denominazione ad un eroe della guerra contro la Guerra della triplice alleanza, il colonnello Florentín Oviedo.
Nell'epoca coloniale fu un importante centro di sfruttamento agricolo. Nel 1931 fu promossa alla categoria di distretto.
Nel 1961 si diede inizio in Paraguay alla costruzione di una strada che unisse Asunción con Coronel Oviedo, fino ad arrivare in seguito a Ciudad del Este, per dare impulso all'occupazione di fondi agricoli. Questo piano, che fu chiamato Marcha al Este (Marcia all'Est) facilitò la bonifica e lo sfruttamento di migliaia di ettari nel dipartimento di Caaguazú.

## Società

### Popolazione
Al censimento del 2002 Coronel Oviedo contava 48.773 abitanti (84.103 nell'intero distretto).

## Economia
La vasta estensione territoriale del Municipio, la fertilità del suolo e il clima favorevole rendono Coronel Oviedo una città a vocazione agricola e pastorale. Oltre alla produzione orticola e alla frutticoltura, con la produzione di arance e fragole, si sono sviluppati anche l'allevamento suino e la piscicoltura.
La città vanta anche la presenza di industrie di trasformazione del legno e un discreto sviluppo commerciale, tanto da essere definita nel Paese "la capitale del lavoro".

## Infrastrutture e trasporti
Coronel Oviedo è situata all'intersezione tra la strada nazionale 2, la principale arteria di comunicazione del paese, che unisce la capitale Asunción con Ciudad del Este e la frontiera con il Brasile e la strada nazionale 8.